# ام‌وی آگیوس گورگیوس
ام‌وی آگیوس گورگیوس (به انگلیسی: MV Agios Georgios) یک کشتی است که طول آن 110m می‌باشد.